# Себастьєн Скіллачі
Себастьєн Скіллачі́ (фр. Sébastien Squillaci, французька вимова [sebastjɛ̃ skilaˈsi]; 11 серпня 1980, Тулон) — французький футболіст, колишній центральний захисник збірної Франції та «Бастії».

## Біографія

### Клубна кар'єра
Скіллачі розпочав свою кар'єру в місцевому «Тулоні» в 1997 році, а рік по тому перейшов до «Монако». Там, щоправда, заграти за першу команду йому не вдалося і після двох років у дублі, Скіллачі було віддано в оренду до другої за рівнем ліги Франції у «Аяччо», з яким він виграв Лігу 2.
У 2002 році новий тренер «Монако» Дідьє Дешам повернув Себастьєна назад в команду, де Скіллачі став одним з основних гравців. З «Монако» він добився перемоги в кубку французької Ліги в 2003 році, а в наступному сезоні забив надважливий гол у матчі чвертьфіналу Ліги Чемпіонів проти «Реала», який дозволив пройти команді в наступний раунд Ліги чемпіонів, а в підсумку зіграти і у фіналі турніру. У вирішальному матчі «Монако» було розгромлено з рахунком 0:3 португальським «Порту». У цьому матчі Себастьєн вийшов на заміну на 72 хвилині.
Після наднизького десятого місця в чемпіонаті і відставки Дешама в 2006 році, Скіллачі підписав чотирирічний контракт з «Ліоном». Як основний гравець оборони команди, він виграв два чемпіонати Франції поспіль.
Влітку 2008 року за шість мільйонів фунтів перейшов до «Севільї», у якій провів два хороших сезони, зігравши загалом у 69 матчах і забивши 3 голи.
27 серпня 2010 року Скіллачі підписав контракт з лондонським «Арсеналом». Дебют француза за лондонський клуб відбувся 11 вересня в домашньому матчі проти «Болтона», виграного з рахунком 4:1. У матчі Ліги Чемпіонів проти белградського «Партизана» після подачі кутового на 83-ій хвилині Себастьєн забив свій перший гол за «Арсенал», який впевнено здобув перемогу з рахунком 1:3. Його перший прем'єр-ліги мети прийшов по А 23 лютого 2011 року Скіллачі забив і перший гол в Прем'єр-Лізі у матчі проти «Сток Сіті».
У віці 37 років Себастьєн Скіллачі завершив свою кар"єру футболіста.

### Збірна
Скіллачі регулярно грає у збірній Франції з 2004 року, коли дебютував в товариському матчі зі збірною Боснії і Герцеговини. Разом із збірною брав участь у Євро-2008 та чемпіонаті світу 2010.

## Особисте життя

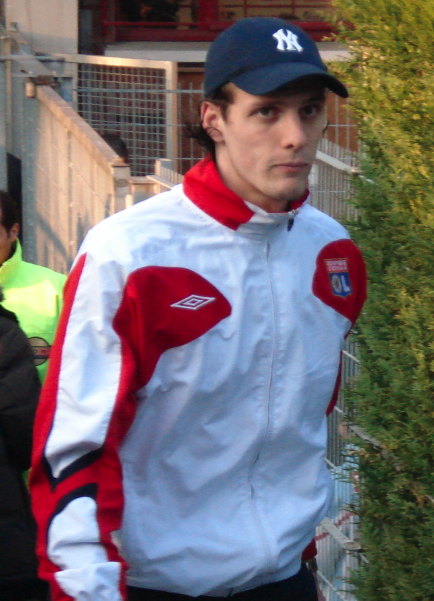
Себастьєн Скіллачі у складі «Ліона»

Лдружений, має сина, Аарона.

## Досягнення

### «Аяччо»
- Переможець Ліги 2: 2002

### «Монако»
- Володар кубку французької ліги: 2002-03
- Фіналіст Ліги чемпіонів: 2003-04

### «Ліон»
- Володар суперкубку Франції: 2006
- Фіналіст кубку французької ліги: 2006-07
- Чемпіон Франції: 2006-07, 2007-08
- Володар кубку Франції: 2007-08

### «Севілья»
- Володар кубку Іспанії: 2009-10

### «Бастія»
- Фіналіст кубку французької ліги: 2014-15